# Belisana leuser
Belisana leuser là một loài nhện trong họ Pholcidae. Loài này được phát hiện ở Thái Lan, Malaysia, Sumatra và Borneo.